# Barasa bakeri
Barasa bakeri är en fjärilsart som beskrevs av M.Gaede 1937. Barasa bakeri ingår i släktet Barasa och familjen trågspinnare. Inga underarter finns listade i Catalogue of Life.